# Safidon
Safidon é uma cidade  no distrito de Jind, no estado indiano de Haryana.

## Geografia
Safidon está localizada a 29° 25′ N, 76° 40′ L. Tem uma altitude média de 221 metros (725 pés).

## Demografia
Segundo o censo de 2001, Safidon tinha uma população de 27 542 habitantes. Os indivíduos do sexo masculino constituem 54% da população e os do sexo feminino 46%. Safidon tem uma taxa de literacia de 65%, superior à média nacional de 59,5%: a literacia no sexo masculino é de 71% e no sexo feminino é de 58%. Em Safidon, 14% da população está abaixo dos 6 anos de idade.